# Инкино (Бурятия)
И́нкино — село в Кабанском районе Бурятии. Входит в состав Оймурского сельского поселения.

## География
Село находится на восточном краю дельты Селенги, между сёлами Дубинино и Шерашово, по северо-западной стороне автодороги 03К-020 «Шергино — Заречье», на расстоянии 8 км к юго-западу от села Оймур, центра сельского поселения, и 26 км к северо-востоку от села Кабанск, административного центра района.

## Население
| 2002 | 2010 |
| ---- | ---- |
| 121  | ↘93  |

## Улицы
В селе имеются две улицы: Горная и Подгорная.